# Gromada Mstów

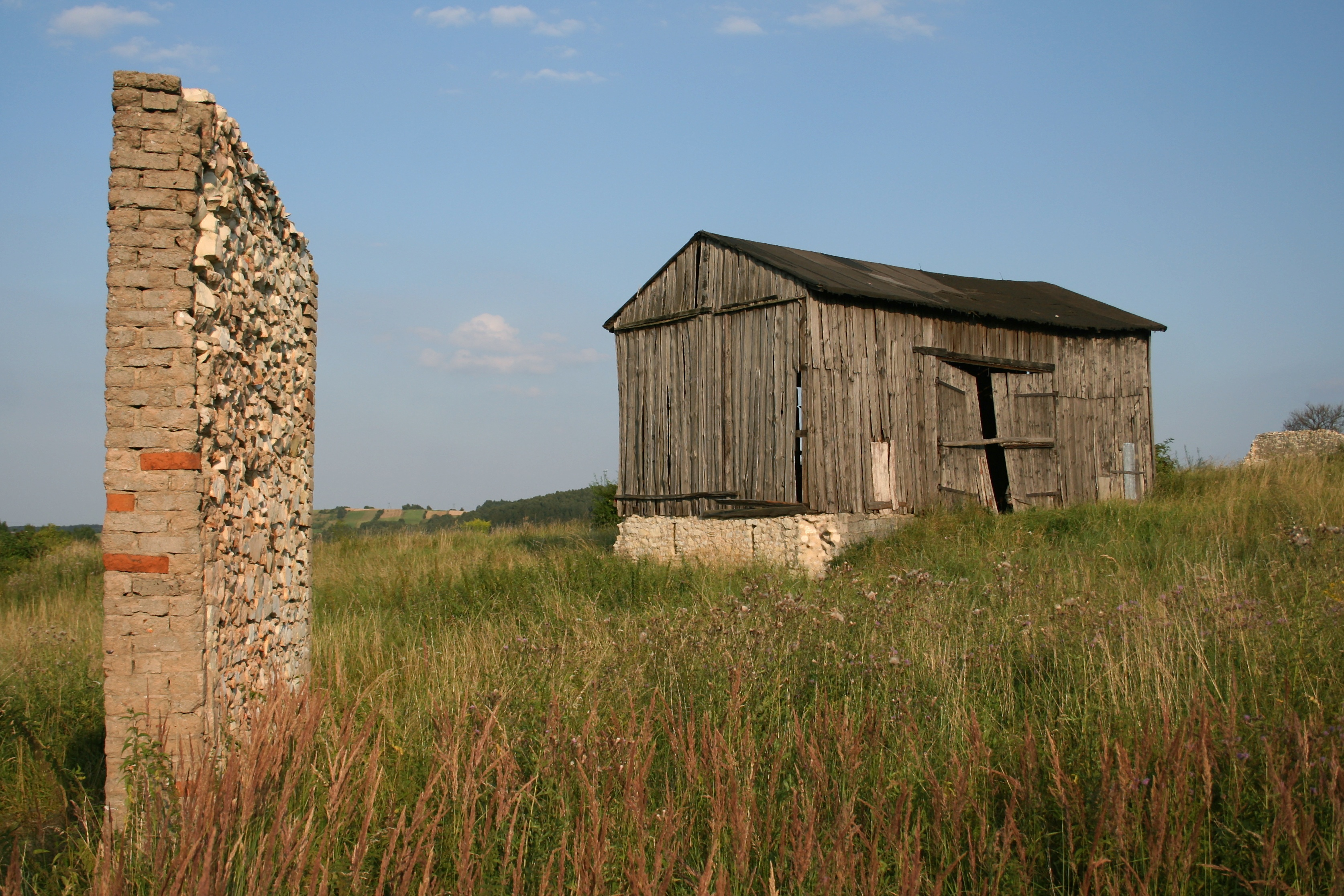
Scheune im "Scheunenviertel" in Mstów (2009)

Gromada Mstów war eine Verwaltungseinheit in der Volksrepublik Polen zwischen 1954 und 1972. Verwaltet wurde die Gromada vom Gromadzka Rada Narodowa, dessen Sitz sich in Mstów befand und der aus 27 Mitgliedern bestand.

Die Gromada Mstów gehörte zum Powiat Częstochowski in der Woiwodschaft Katowice (damals Stalinogród) und bestand aus den ehemaligen Gromadas Cegielnia, Jaskrów, Kuchary, Kłobukowice und Mstów sowie den Siedlung Siedlec und Siedlung Siedlec (Grodzisko-Podlesie) aus der Gromada Gąszczyk der aufgelösten Gmina Mstów sowie den Forststücken 220–228 des Forstamtes Olsztyn.

Am 31. Dezember 1959 wurde der Gromada Mstów das Dorf Łuszczyn aus der aufgelösten Gromada Krasice zugeschlagen, sowie das Dorf Zawada mit den Weilern Hektary, Kolonia Angielska, Kolonia Zawada, Noworokitno und Wacławów aus der aufgelösten Gromada Zawada.
Zum 31. Dezember 1961 wurde die aufgelöste Gromada Brzyszów in die Gromada Mstów eingegliedert.
Die Gromada Mstów bestand bis Ende 1972, zum 1. Januar 1973 wurde sie Teil der reaktivierten Gmina Mstów.